# 安田顯元
安田顯元，出生年不詳，卒於1580年，是日本戰國時代的武將。越後國安田氏領主。安田景元之子。安田能元之兄。又名惣八郎、掃部助。
名字中的｢顯｣字為其主君長尾景虎（上杉謙信）所賜。他於永祿年間繼承父親景元安田城主的地位，曾參與川中島之戰等戰役立下功勞。之後被任命為北信濃飯山城城主。
1578年謙信去世時爆發的繼承權相爭御館之亂時、他與同是出自越後毛利氏的北條景廣選擇加入了上杉景虎陣營、但顯元卻暗地寫信給上杉景勝表明效忠。因此深獲景勝歡心。據說他並成功地將景虎軍的新發田重家和堀江宗親等人策反至景勝軍。但之後顯元卻為了恩賞的問題發生糾紛而被逼迫自盡。他死後安田氏的領主地位由其弟能元繼承。